# Idée reçue
Idées reçues bezeichnet in der französischen Literaturwissenschaft unkritisch angenommene, in formelhafte Wendungen gefasste Vorurteile. Oft auf modische Effekte bedacht, sind sie Ausdruck spießbürgerlicher Plattitüden und letztlich menschlicher Dummheit.
Der französische Romancier Gustave Flaubert (1821–1880) stellte einen „catalogue des opinions chic“ zusammen, unter dem Titel „Le Dictionnaire des idées reçues“. Die Arbeit daran begann er wahrscheinlich um 1850. Ob aber das Werk in den unvollendeten Roman Bouvard und Pécuchet (posthum veröffentlicht im Jahr 1881) eingehen sollte, ist in der Forschung ungeklärt. Nach Flauberts Intention sollte er so angelegt sein, „que le lecteur ne sache pas si on se fout de lui, oui ou non“.